# 小湖镇
小湖镇是中华人民共和国福建省南平市建阳区下辖的一个乡镇级行政单位。

## 行政区划
小湖镇下辖以下地区：
葛墩村、秦溪村、马坑村、黄地村、小湖村、贵源村、大湖村、塘楼村、尹宅村、美溪村、东鲁村、鸿庇村、祝中村、井后村、下乾村和董步村。